# جون ويزلي هاردين
جون ويزلي هاردين (بالإنجليزية: John Wesley Hardin) هو محامي أمريكي، ولد في 26 مايو 1853 في بونهام في الولايات المتحدة، وتوفي في 19 أغسطس 1895 في إل باسو في الولايات المتحدة.

## وصلات خارجية
- جون ويزلي هاردين على موقع الموسوعة البريطانية (الإنجليزية)